# Vörös tarisznyarák
A vörös tarisznyarák (Grapsus grapsus) a felsőbbrendű rákok (Malacostraca) osztályának tízlábú rákok (Decapoda) rendjébe, ezen belül a Grapsidae családjába tartozó faj.
Nemének a típusfaja.

## Előfordulása
A vörös tarisznyarák fő előfordulási területe a Csendes-óceán keleti partjain van, Mexikótól és Közép-Amerikától egészen Dél-Amerikáig, az Peru északi részéig. Az Ecuadorhoz tartozó Galápagos-szigeteken is jelentős állománya van. További állományai találhatók az Atlanti-óceán dél-amerikai partjain is. Ugyanez óceán keleti felén, azaz az afrikai partokon és az Ascension-szigeten, a rokon Grapsus adscensionis váltja fel a vörös tarisznyarákot. 1990-ig e két fajt egynek vélték.

## Megjelenése
Ennek a rákfajnak a páncélja kerekített, lapos és általában 8 centiméter átmérőjű. Öt pár lába van, az első páron ülnek a szimmetrikus rákollói. A felnőtt példányok változatos színűek, azonban a barnásvörös, a rózsaszínes és a sárgás színek uralkodnak, melyeken barnás foltozások lehetnek. A fiatal teljesen fekete, hogy jól álcázza magát a megszáradt lávamezőkön.

## Életmódja
Habár mindenevő, inkább a partra vetett algákkal táplálkozik. A dögöket, azaz állati tetemeket sem veti meg. A partok, hullám verte szikláit kedveli. Megfigyelték, amint a tengeri leguánokról (Amblyrhynchus cristatus) leszedi a kullancsokat (Ixodidae).
A Lobocepon grapsi Nobili, 1905 nevű ászkarákfaj (Isopoda), valamint a Sacculina infirma Boschma, 1953 nevű kacslábú rákfaj (Cirripedia) élősködnek ezen az állaton.

## Képek

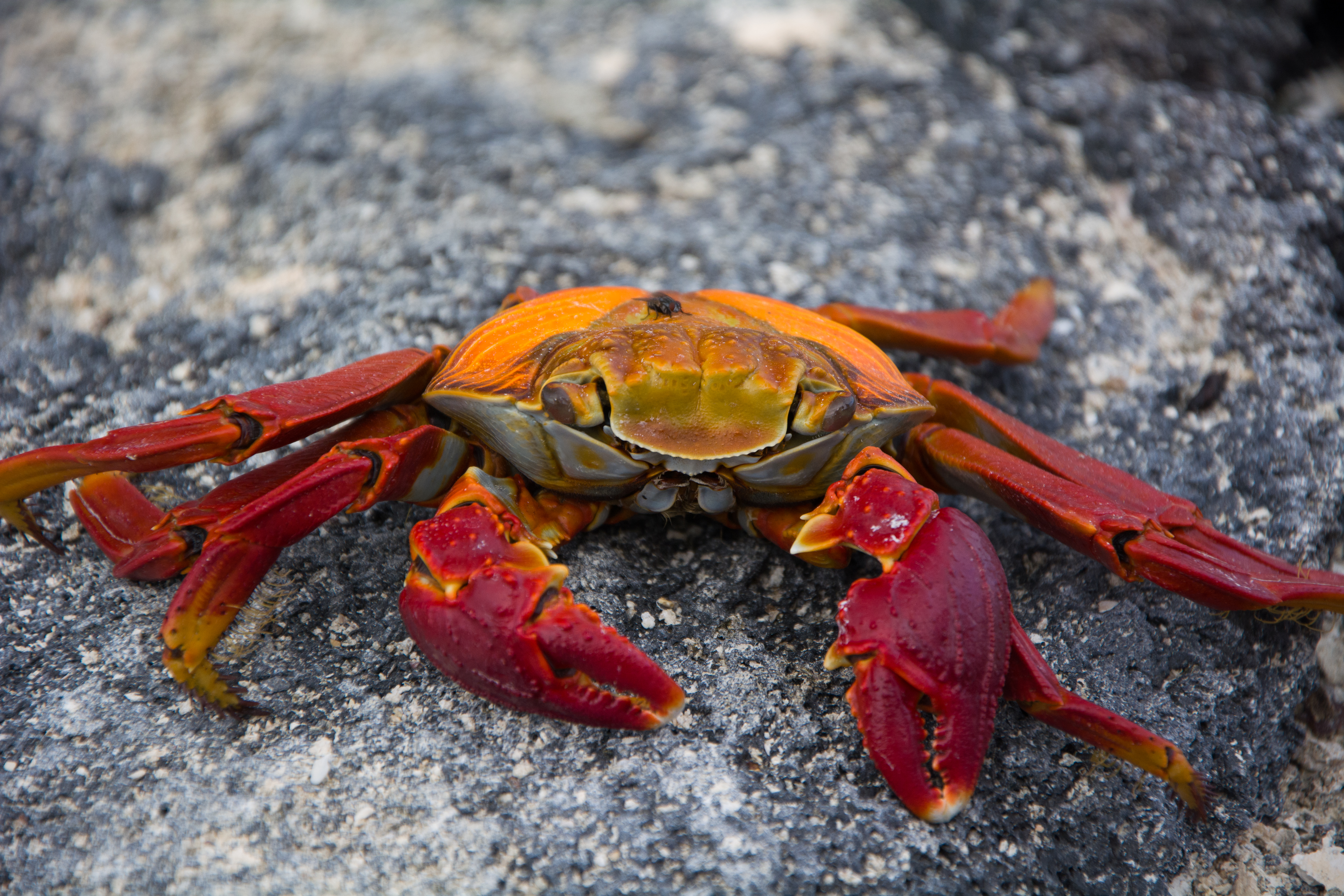
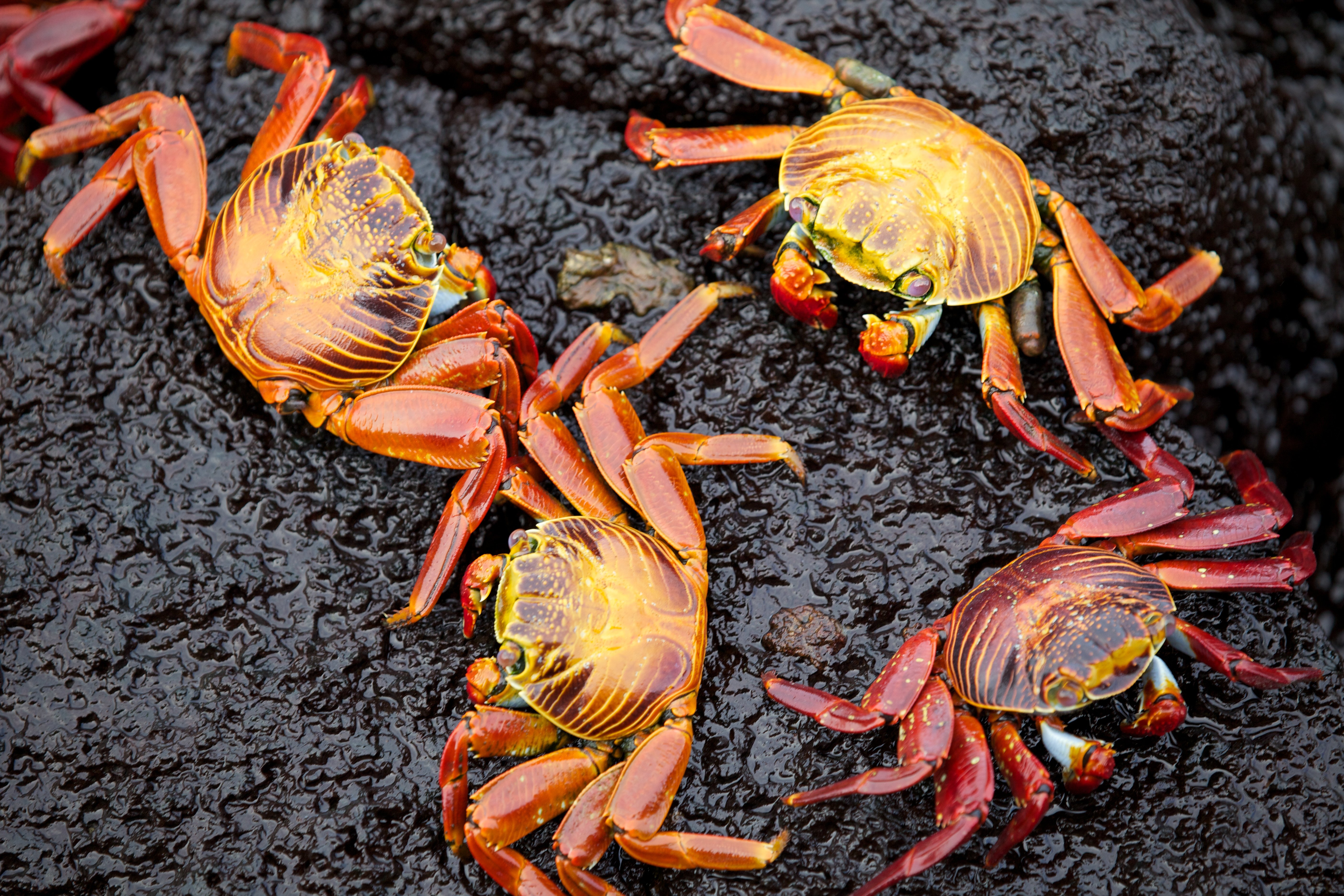
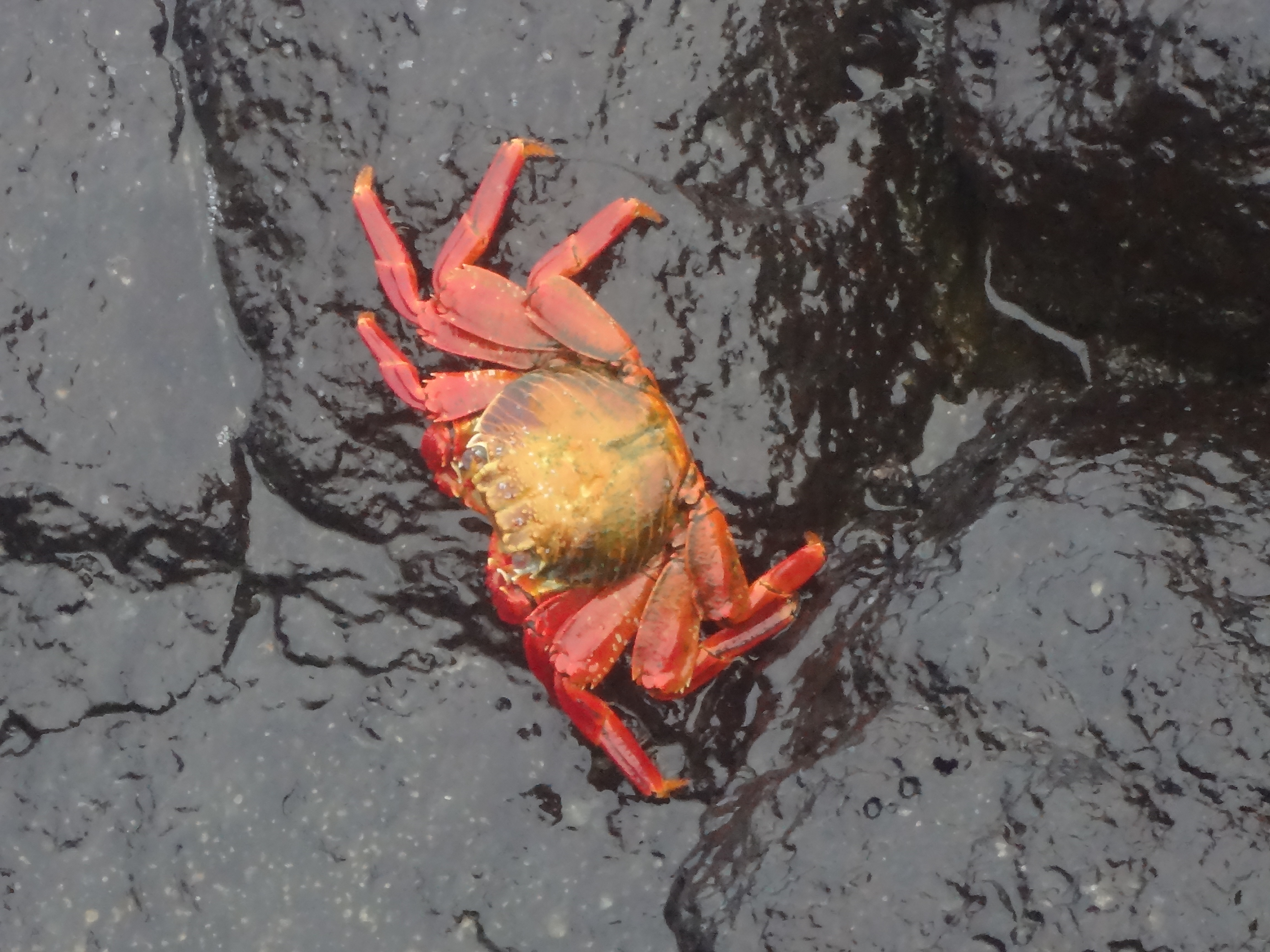
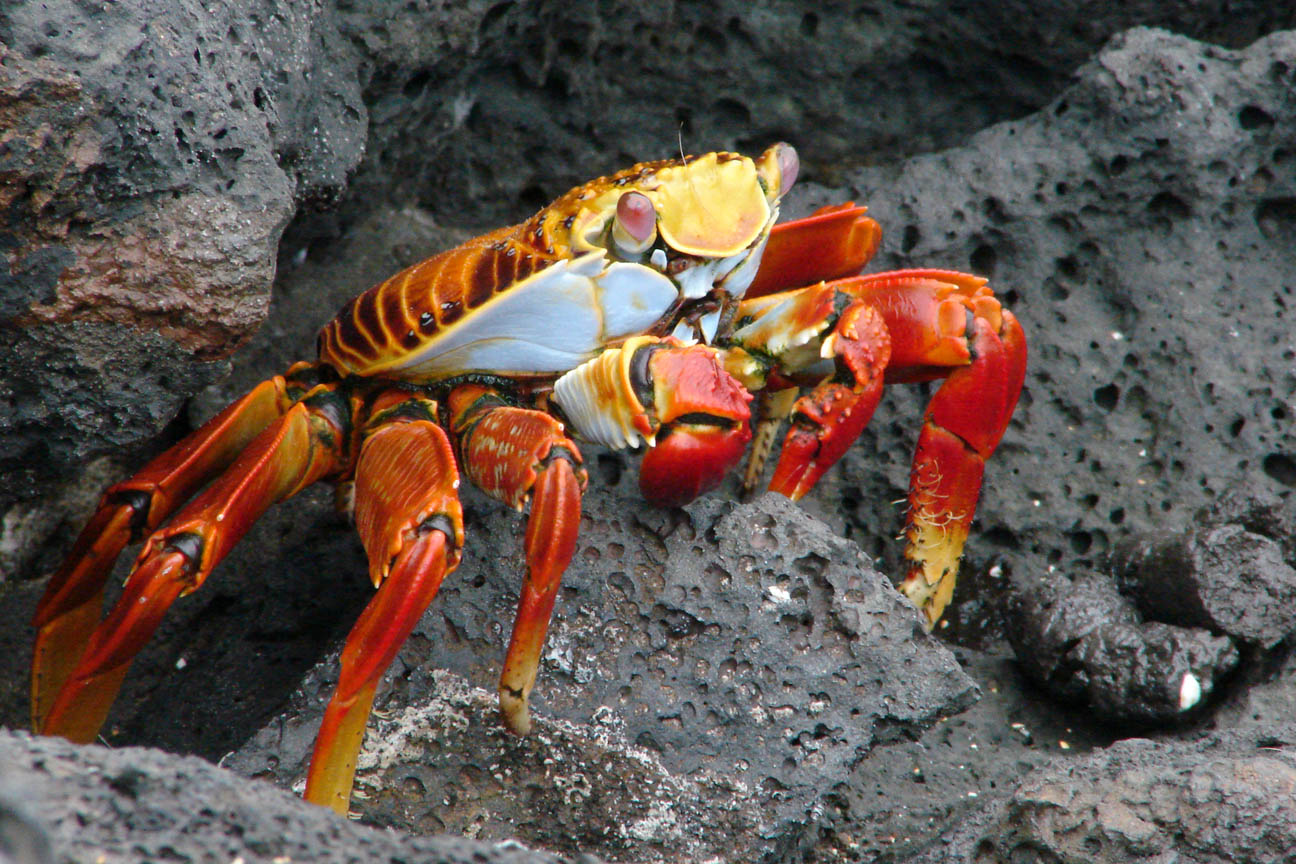

### Fordítás
- Ez a szócikk részben vagy egészben  a   Grapsus grapsus című angol Wikipédia-szócikk ezen változatának fordításán alapul.  Az eredeti cikk szerkesztőit annak laptörténete sorolja fel. Ez a jelzés csupán a megfogalmazás eredetét és a szerzői jogokat jelzi, nem szolgál a cikkben szereplő információk forrásmegjelöléseként.